# Kovykta
Kovykta est un vaste gisement de gaz de Sibérie orientale.
Il se trouve à l'ouest du lac Baïkal et fut trouvé en 1987. Ses réserves sont estimées à quelque 1 900 milliards de m3 (12 Gbep) de gaz, 2,3 milliards de m3 d'hélium et 115 millions de tonnes de condensats de gaz. Il n'est pas exploité actuellement, mais la production devrait commencer avant 2012, et être exportée vers la Chine, de même que celle de plusieurs gisements voisins de taille moindre par le gazoduc Force de Sibérie 2.